# Atherinomorus vaigiensis
Atherinomorus vaigiensis är en fiskart som först beskrevs av Jean René Constant Quoy och Joseph Paul Gaimard 1825.  Atherinomorus vaigiensis ingår i släktet Atherinomorus och familjen silversidefiskar. Inga underarter finns listade.